# Hèvremont
Hèvremont (veraltet: Heverberg) ist ein zur belgischen Gemeinde Limbourg gehörender Weiler, im ehemaligen Herzogtum Limburg, gelegen an der Straße, die Goé und Stembert verbindet.

## Beschreibung

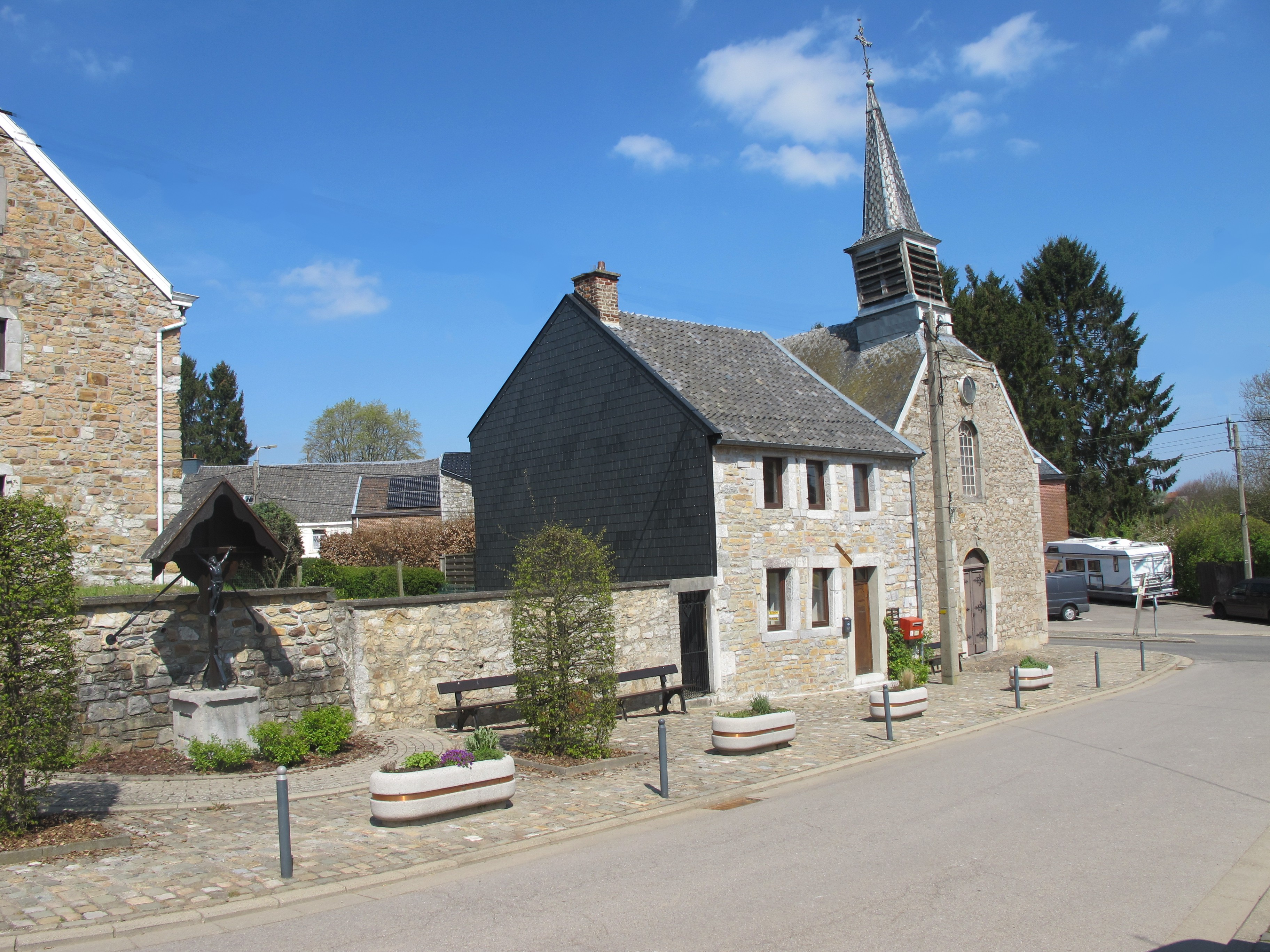
Kapelle St. François d’Assise und Kreuz auf Sockel von 1566

Der Weiler besteht zum Teil aus in örtlichem Kalkstein errichteten Häusern. Sehenswert sind die ferme des Goronnes aus dem 18. Jahrhundert und die ferme du Pré le Maire aus dem 17. Jahrhundert. Der ab 1730 beantragte Bau einer Kapelle konnte erst 1802 verwirklicht werden. Sie ist dem Heiligen Franz von Assisi geweiht und ersparte den Bürgern die weiten Wege zum Gottesdienst in die Nachbargemeinden. Der Altar von 1684 wurde von dem Lütticher Bildhauer Jean Del Cour (1627–1707) gefertigt und stammt aus der zur Franzosenzeit entweihten und aufgelösten Prämonstratenserabtei de Beaurepart in Lüttich. Der Altar ist mit Wappen und Wahlspruch des Abtes Ambroise de Fraison versehen.
Wenige Meter neben der Kapelle steht auf einem Steinsockel ein Holzkreuz. Der Sockel gehörte ursprünglich zu einer der Hauptmannssäulen, die als Wegmarken im Hohen Venn dienten. Eine Inschrift in deutscher und französischer Sprache weist auf den Herren des Lathofes Burg Stockem (Eupen), Arnold Hauptmann hin, dessen Sohn Bartholomäus die Säulen 1566 errichten ließ.
Zwischen Goé und Hèvremont befindet sich ein Aquädukt, das Ende des 19. Jahrhunderts errichtet wurde, um Verviers mit dem Wasser der damals neu errichteten Gileppe-Talsperre zu versorgen.